# 格洛克22手槍
格洛克22（GLOCK 22）是由奧地利格洛克（Glock）公司設計及生產的手枪，是格洛克17的.40 S&W口徑版本，標凖彈匣為15發。

## 設計
格洛克22發射.40 S&W彈藥，裝有改良過的滑套及滑套導軌，對應.40 S&W的槍管，外型與格洛克17非常相似。
格洛克22在1990年推出時為被稱為第二代格洛克22（2nd generation GLOCK 22）的版本。後來亦推出了第三代及第四代版本。
第五代版本在2020年11月推出，其早在2018年已被聖保羅州軍事警察採用。
格洛克22的彈匣可以被同口徑的KRISS Vector衝鋒槍使用。

## 採用
格洛克22曾是美國境內最受民間及執法部門喜愛的手槍之一，而格洛克也籍著格洛克22和23成為第一間成功打敗史密斯威爾森在市場的位置的公司（1990年計算）。現在因9×19公釐帕拉貝倫彈技術提升到能提供與.40匹敵的制止力，使用9×19公釐帕拉貝倫彈的格洛克17/19/45取代了格洛克22/23成為了軍警及民間所好用的手槍。

## 衍生型

### 格洛克22C
格洛克22C和格洛克22的主要分別是22C裝有槍口補償裝置（Compensated），在槍管頂部開兩個橢圓形的孔以利用射擊時排出氣體抑制槍口方向。

### 格洛克22 MOS
格洛克22 MOS加入了模組化光學瞄準鏡系統（英語：Modular Optic System），在2020年11月推出第五代版本。

## 使用國家
- - 多個地方警察部門
- - 執法機構
- 巴西
  - 聖保羅州軍事警察：特製附手動保險Gen5版[2]
  - 里約熱內盧州民警（英语：Civil Police of Rio de Janeiro State）特別人員協調部（英语：Coordenadoria de Recursos Especiais）
- 加拿大
  - 地方警察部門
- 希腊
  - 希臘警察特別反恐單位（英语：Special Anti-Terrorist Unit (Greece)）
- 俄羅斯
  - 俄羅斯聯邦武裝力量特種作戰部隊
- 美国
  - 聯邦調查局
  - 美國法警局
  - 美國緝毒局
  - 美國菸酒槍炮及爆裂物管理局
  - 美國農業部
  - 美國教育部
  - 美國能源部
  - 美國勞工部
  - 美國魚類及野生動物管理局
  - 印第安事務局
  - 美國國稅局刑事調查部（英语：IRS Criminal Investigation Division）
  - 美國緩刑和審前服務處（英语：U.S. Probation and Pretrial Services System）
  - 多個地方警察局及執法機構
  - 美國陸軍第75游騎兵團
  - 美國陸軍第一特種部隊作戰分遣隊

## 資料來源
1. ↑  . （原始内容存档于2007-03-31）.
2. ↑  . all4shooters.   [2020-01-07]. （原始内容存档于2020-11-30） （英语）.

## 外部連結
- （英文）—格洛克官方主頁
- （中文）—D Boy Gun World（GLOCK 22） （页面存档备份，存于）